# 대니얼 글래즈먼
대니얼 글래즈먼(Daniel Glazman)은 자바스크립트 프로그래머로, 모질라의 편집기 및 컴포저 구성 요소와 린스파이어 코퍼레이션을 위해 제작된 모질라 컴포저의 독립 실행형 버전인 엔뷰에 대한 작업으로 가장 잘 알려져 있다. 그는 프랑스에 거주한다.
글래즈먼은 에콜 폴리테크니크에서 공부하여 1989년에 졸업했고, 텔레콤 파리테크에서 공부하여 1991년에 졸업했다. 그는 SGML 편집기를 전문으로 하는 소프트웨어 회사인 그리프 SA에서 근무를 시작했다. 1994년부터 2000년까지 프랑스 전력 연구 개발 센터에서 연구 엔지니어부터 팀 관리자에 이르는 여러 직책을 역임했다. 2000년에는 Amazon.fr과 할로겐에서 근무했으며, 이후 넷스케이프 커뮤니케이션스 코퍼레이션에 입사하여 모질라의 CSS 렌더링, 편집기 및 컴포저 작업에 참여했다.
글래즈먼은 HTML 4 및 CSS 2의 표준화에 참여했으며 W3C의 CSS 실무단에서 계속 활동하고 있다. 그는 2008년 4월 CSS 실무단의 공동 의장으로 임명되었다.
그는 웹 편집기 작업의 최신 버전인 블루그리폰을 제작하는 자신의 회사인 디스럽티브 이노베이션스(Disruptive Innovations)를 운영하고 있다.
2013년 9월부터 2014년 6월까지 삼성 오픈소스 그룹에서 근무했다.